# Australische Cricket-Nationalmannschaft in Neuseeland in der Saison 2004/05
Die Tour der australischen Cricket-Nationalmannschaft nach Neuseeland in der Saison 2004/05 fand vom 17. Februar bis zum 29. März 2005 statt. Die internationale Cricket-Tour war Bestandteil der Internationalen Cricket-Saison 2004/05 und umfasste drei Tests, fünf ODIs und ein  Twenty20. Australien gewann die Test-Serie 2–0 und die ODI-Serie 5–0 und die Twenty20-Serie 1–0.

## Vorgeschichte
Neuseeland spielte zuvor eine Tour gegen Sri Lanka, Australien ein Drei-Nationen-Turnier in Australien.
Das letzte Aufeinandertreffen der beiden Mannschaften bei einer Tour fand in derselben Saison in Australien statt.
Ursprünglich war das vierte ODI in Hamilton vorgesehen, jedoch wurde es auf Grund schlechter Platzverhältnisse nach Wellington verlegt.
Das gespielte Twenty20 war das erste Twenty20 International überhaupt.

## Stadien
Die folgenden Stadien wurden für die Tour als Austragungsort vorgesehen und am 15. Juli 2005 bekanntgegeben.
| Stadion                     | Stadt        | Kapazität | Spiele                  |
| --------------------------- | ------------ | --------- | ----------------------- |
| Eden Park                   | Auckland     | 50.000    | 3. Test; 3. ODI; 1. T20 |
| Jade Stadium                | Christchurch | 38.628    | 1. Test; 2. ODI         |
| McLean Park                 | Napier       | 22.500    | 5. ODI                  |
| Basin Reserve               | Wellington   | 11.000    | 2. Test; 4. ODI         |
| Wellington Regional Stadium | Wellington   | 34.500    | 1. ODI                  |

## Kaderlisten
Australien benannte seinen ODI-Kader am 10. Februar und seinen Test-Kader am 2. März 2005.
Neuseeland benannte seinen Twenty20-Kader am 13. Februar, seinen ODI-Kader am 15. Februar und seinen Test-Kader am 9. März 2005.
| Test | Test | ODI | ODI | Twenty20 | Twenty20 |
| Neuseeland | Australien | Neuseeland | Australien | Neuseeland | Australien |
| --- | --- | --- | --- | --- | --- |
| - Ricky Ponting (K) - Michael Clarke - Adam Gilchrist (wk) - Jason Gillespie - Matthew Hayden - Michael Kasprowicz - Simon Katich - Justin Langer - Glenn McGrath - Damien Martyn - Shane Warne | - Stephen Fleming (K) - Nathan Astle - Craig Cumming - James Franklin - Brendon McCullum (wk) - Craig McMillan - Hamish Marshall - James Marshall - Chris Martin - Iain O’Brien - Daniel Vettori - Lou Vincent - Paul Wiseman | - Ricky Ponting (K) - Adam Gilchrist (K & wk) - Michael Clarke - Jason Gillespie - Matthew Hayden - Brad Hogg - James Hopes - Mike Hussey - Michael Kasprowicz - Simon Katich - Brett Lee - Glenn McGrath - Damien Martyn - Andrew Symonds | - Stephen Fleming (K) - Nathan Astle - Chris Cairns - Tama Canning - Craig Cumming - Lance Hamilton - Brendon McCullum (wk) - Craig McMillan - Hamish Marshall - James Marshall - Kyle Mills - Michael Papps - Mathew Sinclair - Scott Styris - Daryl Tuffey - Daniel Vettori - Jeff Wilson | - Ricky Ponting (K) - Michael Clarke - Adam Gilchrist (wk) - James Hopes - Mike Hussey - Michael Kasprowicz - Simon Katich - Brett Lee - Glenn McGrath - Damien Martyn - Andrew Symonds | - Stephen Fleming (K) - Andre Adams - Chris Cairns - Brendon McCullum (wk) - Craig McMillan - Hamish Marshall - Kyle Mills - Mathew Sinclair - Scott Styris - Daryl Tuffey - Jeff Wilson |

## Twenty20 International in Auckland
| 17. Februar Scorecard | Auckland | Australien 214-5 (20)          | – | Neuseeland 170 (20) |
|                       |          | Australien gewinnt mit 44 Runs |   |                     |

## One-Day Internationals

### Erstes ODI in Wellington
| 19. Februar Scorecard | Wellington (WS) | Australien 236-7 (50)          | – | Neuseeland 226 (48.4) |
|                       |                 | Australien gewinnt mit 10 Runs |   |                       |

### Zweites ODI in Christchurch
| 22. Februar Scorecard | Christchurch (JS) | Australien 314-6 (50)           | – | Neuseeland 208 (40.4) |
|                       |                   | Australien gewinnt mit 106 Runs |   |                       |

### Drittes ODI in Auckland
| 26. Februar Scorecard | Auckland | Australien 264-5 (50)          | – | Neuseeland 178 (41.5) |
|                       |          | Australien gewinnt mit 86 Runs |   |                       |

### Viertes ODI in Wellington
| 1. März Scorecard | Wellington (BS) | Neuseeland 233 (49.5)            | – | Australien 236-3 (34.2) |
|                   |                 | Australien gewinnt mit 7 Wickets |   |                         |

### Fünftes ODI in Napier
| 5. März Scorecard | Napier | Australien 347-5 (50)            | – | Neuseeland 225-8 (50) |
|                   |        | Australien gewinnt mit 9 Wickets |   |                       |

## Tests

### Erster Test in Christchurch
| 10. – 13. März Scorecard | Christchurch (JS) | Neuseeland 433 (141) & 131 (50)  | – | Australien 432 (123.2) & 135-1 (31.3) |
|                          |                   | Australien gewinnt mit 9 Wickets |   |                                       |

### Zweiter Test in Wellington
| 18. – 22. März Scorecard | Wellington (BS) | Australien 570-8d (140) & 48-3 (17.2) | – | Neuseeland 244 (81.1) |
|                          |                 | Remis                                 |   |                       |

### Dritter Test in Auckland
| 26. – 29. März Scorecard | Auckland | Neuseeland 292 (116.2) & 254 (69.2) | – | Australien 282 (118.1) & 166-1 (29.3) |
|                          |          | Australien gewinnt mit 9 Wickets    |   |                                       |

## Statistiken
Die folgenden Cricketstatistiken wurden bei dieser Tour erzielt.
| Tests              | Tests      | Tests   | Tests   | Tests   | Tests   | Tests   | Tests   | Tests   |
| Batting            | Batting    | Batting | Batting | Batting | Batting | Batting | Batting | Batting |
| Spieler            | Mannschaft | Spiele  | Innings | Runs    | Average | HS      | 100s    | 50s     |
| ------------------ | ---------- | ------- | ------- | ------- | ------- | ------- | ------- | ------- |
| Adam Gilchrist     | Australien | 3       | 3       | 343     | 171,50  | 162     | 2       | 1       |
| Ricky Ponting      | Australien | 3       | 5       | 293     | 97,66   | 105     | 1       | 1       |
| Hamish Marshall    | Neuseeland | 3       | 6       | 269     | 44,83   | 146     | 1       | 1       |
| Damien Martyn      | Australien | 3       | 3       | 235     | 78,33   | 165     | 1       | 0       |
| Justin Langer      | Australien | 3       | 5       | 206     | 68,66   | 72*     | 0       | 2       |
| Bowling            |            |         |         |         |         |         |         |         |
| Spieler            | Mannschaft | Spiele  | Overs   | Wickets | Average | BBI     | 5W      | 10W     |
| Glenn McGrath      | Australien | 3       | 126.2   | 18      | 15,72   | 6/115   | 1       | 0       |
| Shane Warne        | Australien | 3       | 131.3   | 17      | 22,00   | 5/39    | 1       | 0       |
| James Franklin     | Neuseeland | 3       | 92.1    | 12      | 34,58   | 6/119   | 1       | 0       |
| Michael Kasprowicz | Australien | 3       | 98.2    | 8       | 39,87   | 3/42    | 0       | 0       |
| Daniel Vettori     | Neuseeland | 3       | 123.5   | 8       | 49,62   | 5/106   | 1       | 0       |

| ODIs               | ODIs       | ODIs    | ODIs    | ODIs    | ODIs    | ODIs    | ODIs    | ODIs    |
| Batting            | Batting    | Batting | Batting | Batting | Batting | Batting | Batting | Batting |
| Spieler            | Mannschaft | Spiele  | Innings | Runs    | Average | HS      | 100s    | 50s     |
| ------------------ | ---------- | ------- | ------- | ------- | ------- | ------- | ------- | ------- |
| Ricky Ponting      | Australien | 4       | 4       | 266     | 88,66   | 141*    | 1       | 2       |
| Hamish Marshall    | Neuseeland | 5       | 5       | 198     | 39,60   | 76      | 0       | 2       |
| Matthew Hayden     | Australien | 2       | 2       | 185     | 92,50   | 114     | 1       | 1       |
| Craig McMillan     | Neuseeland | 5       | 5       | 173     | 34,60   | 63      | 0       | 1       |
| Damien Martyn      | Australien | 5       | 5       | 171     | 42,75   | 65*     | 0       | 2       |
| Bowling            |            |         |         |         |         |         |         |         |
| Spieler            | Mannschaft | Spiele  | Overs   | Wickets | Average | BBI     | 5W      | 10W     |
| Brett Lee          | Australien | 5       | 43      | 10      | 16,90   | 3/41    | 0       | 0       |
| Glenn McGrath      | Australien | 4       | 36.3    | 9       | 16,77   | 4/16    | 0       | 0       |
| Andrew Symonds     | Australien | 5       | 31      | 7       | 22,00   | 3/41    | 0       | 0       |
| Michael Kasprowicz | Australien | 4       | 36      | 5       | 32,00   | 3/36    | 0       | 0       |
| Chris Cairns       | Neuseeland | 5       | 36      | 5       | 40,60   | 2/56    | 0       | 0       |
| Kyle Mills         | Neuseeland | 5       | 45      | 5       | 54,20   | 2/62    | 0       | 0       |

| Twenty20           | Twenty20   | Twenty20 | Twenty20 | Twenty20 | Twenty20 | Twenty20 | Twenty20 | Twenty20 |
| Batting            | Batting    | Batting  | Batting  | Batting  | Batting  | Batting  | Batting  | Batting  |
| Spieler            | Mannschaft | Spiele   | Innings  | Runs     | Average  | HS       | 100s     | 50s      |
| ------------------ | ---------- | -------- | -------- | -------- | -------- | -------- | -------- | -------- |
| Ricky Ponting      | Australien | 1        | 1        | 98       |          | 98*      | 0        | 1        |
| Scott Styris       | Neuseeland | 1        | 1        | 66       | 66,00    | 66       | 0        | 1        |
| Brendon McCullum   | Neuseeland | 1        | 1        | 36       | 36,00    | 36       | 0        | 0        |
| Andrew Symonds     | Australien | 1        | 1        | 32       | 32,00    | 32       | 0        | 0        |
| Michael Hussey     | Australien | 1        | 1        | 31       |          | 31*      | 0        | 0        |
| Bowling            |            |          |          |          |          |          |          |          |
| Spieler            | Mannschaft | Spiele   | Overs    | Wickets  | Average  | BBI      | 5W       | 10W      |
| Michael Kasprowicz | Australien | 1        | 4        | 4        | 7,25     | 4/29     | 0        | 0        |
| Kyle Mills         | Neuseeland | 1        | 4        | 3        | 14,66    | 3/44     | 0        | 0        |
| Glenn McGrath      | Australien | 1        | 4        | 2        | 24,00    | 2/48     | 0        | 0        |
| James Hopes        | Australien | 1        | 3        | 1        | 23,00    | 1/23     | 0        | 0        |
| Brett Lee          | Australien | 1        | 4        | 1        | 26,00    | 1/26     | 0        | 0        |
| Chris Cairns       | Neuseeland | 1        | 4        | 1        | 28,00    | 1/28     | 0        | 0        |
| Andrew Symonds     | Australien | 1        | 3        | 1        | 33,00    | 1/33     | 0        | 0        |
| Daryl Tuffey       | Neuseeland | 1        | 4        | 1        | 50,00    | 1/50     | 0        | 0        |

## Player of the Series
Als Player of the Series wurden die folgenden Spieler ausgezeichnet.
| Serie | Player of the Series |
| ----- | -------------------- |
| Test  | Adam Gilchrist       |

### Player of the Match
Als Player of the Match wurden die folgenden Spieler ausgezeichnet.
| Spiel   | Player of the Match |
| ------- | ------------------- |
| 1. Test | Adam Gilchrist      |
| 2. Test | Adam Gilchrist      |
| 3. Test | Ricky Ponting       |
| 1. ODI  | Glenn McGrath       |
| 2. ODI  | Matthew Hayden      |
| 3. ODI  | Michael Clarke      |
| 4. ODI  | Adam Gilchrist      |
| 5. ODI  | Ricky Ponting       |
| 1. T20  | Ricky Ponting       |